# 김승호 (신학자)
김승호(金承鎬, 1959년 3월 9일~)는 대한민국의 신학자이자 한국성서대학교에서 선교학 교수로 있다.  Trinity Evangelical Divinity School에서 폴 히벌트(Paul Hiebert) 교수의 제자이며, 한국복음주의선교신학회 회장을 역임하였고, 로잔연구교수단 회장이며, 한국복음주의선교신학회로 부터 한국선교신학자상을 받았다. 현장 선교를 위한 선교사연장 교육과 로잔선교운동에 대한 전문가로 평가받는다. 그의 아내는 횃불트리니티신학대학원대학교 김은희 교수이다.

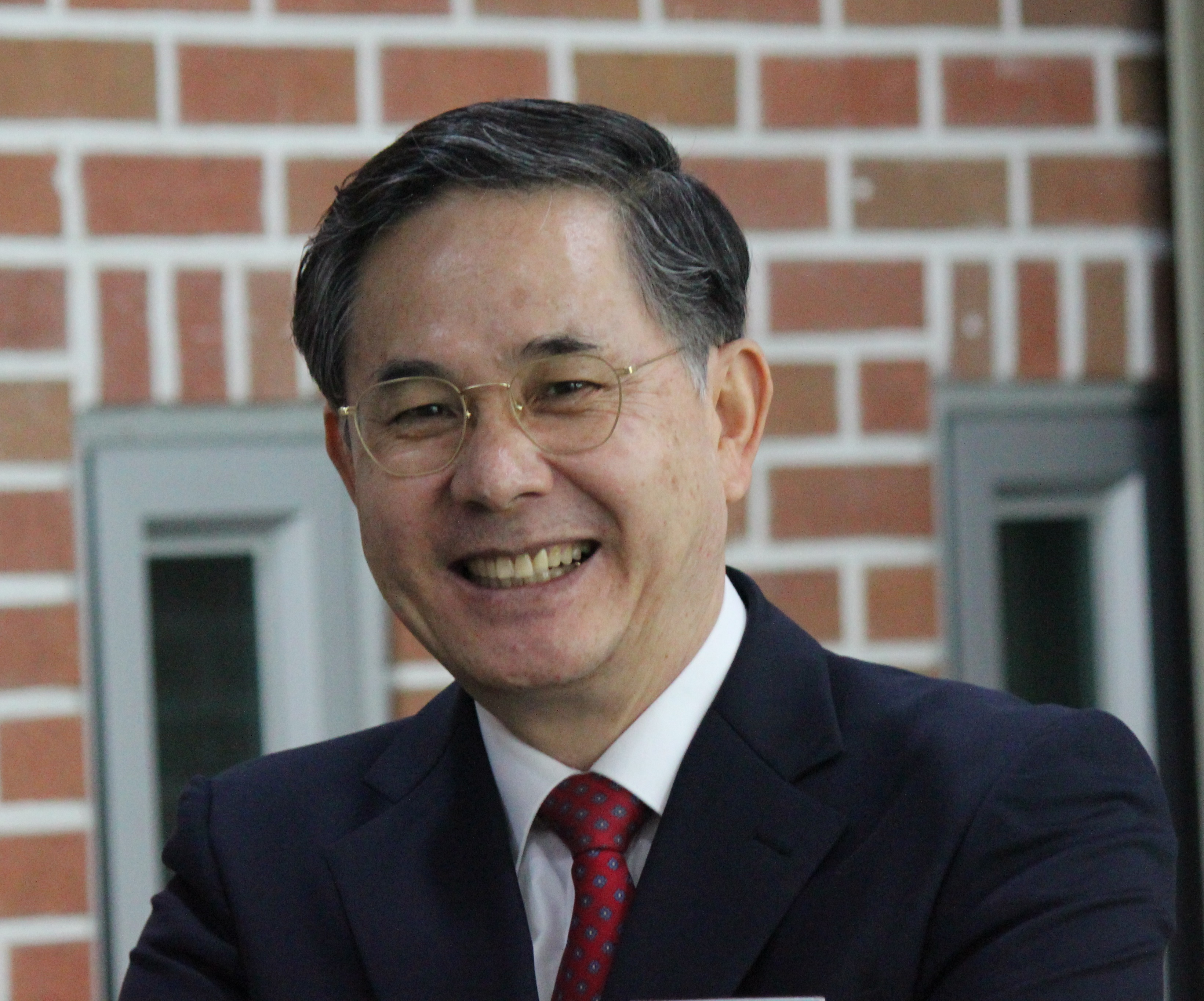
김승호 교수, 한국성서대학교, 2019년 11월 2일

## 학력
- Southeastern Baptist Theological Seminary(M.Div.)
- Dallas Theological Seminary(S.T.M.)
- Trinity Evangelical Divinity School(Ph.D. in Intercultural Studies)

## 경력
- (현)한국성서대학교 성서학과 교수,
- 개혁주의선교신학회 교수이사,
- 한국로잔중앙위원회 신학위원장,
- 로잔연구교수회,
- (전)한국성서대학교 대학원 교학처장,
- (전)한국성서대학교 신학대학원/일반대학원 주임교수,
- (전)국제교류팀장,
- (전)한국복음주의선교신학회 회장
- (전)한국성서대 신앙훈련과장

## 수상
- 2015 한국선교신학자상 (한국복음주의선교신학회회)

## 저서
- 『선교를위한 문화인류학』서울: 이레서원. 2001.
- 『사도행전』서울: 기독교문서선교회. 2003.
- 『평신도신앙베이직』서울: 생명의말씀사. 2005.
- 『선교적관점에서본 설교방법론』서울: 도서출판 토라. 2007.
- 『바울의선교에대한이해』서울: 도서출판 토라. 2006.
- 『선교와상황화』 서울: 도서출판 토라. 2007.
- 『복음주의선교신학에대한이해』서울: 예영커뮤니케이션. 2008.
- 『선교와문화』서울: 범아출판사. 2012년.
- 『강해설교의 이론과 실제』김승호. 정성영 공저. 서울: 한국성서대출판부. 2012년.
- 『성경신학관점으로 본 이슬람이해』 서울:예영 B&P. 2022.

## 논문
- "평신도 사역의 성경신학적 근거와 성공사례에 대한 연구”, 「일립논총」제10집 (2004. 12)
- “바울의 구원관으로 조명해 본 포괄주의적 구원론의 오류”, 「복음과 선교」 제5집 (2005. 5)
- “한국성서대학교 신학부 선교학과 특성화를 위한연구”, 「복음과 선교」제4집(2004. 6)
- “포스트모던 상황에서 한국복음주의교회의선교”, 「성경과 신학」 제39권 (2006.4)
- “Missilogical Implication of the Compassionate Good Sarmatian Based on Luke10:3-37”, 「복음과 선교」 제6집 (2006. 6)
- “멜빈스타인브런 (Melvin J. Steinbron)의 평신도 돌봄의 목회(LPM)에 대한고찰”,「개혁주의교회성장학회」(2007. 2)
- "Building A Theology of Missions: A Kingdom Approach“, 「복음과 선교」 제8집 (2007. 6).
- “한국교회성장을위한 일곱가지의 원리에대한 고찰”, 「개혁주의교회성장학회」(2008. 2)
- “이슬람의 구원에대한 비평적 고찰”, 「복음과 선교」제9집(2008, 6)
- “일립 강태국박사의 교육 및 신학사상에 기초한 선교학전공의 정체성과 방향에 대한 연구”,「일립 강태국 연구논문 모음집」(2008. 12)
- “이슬람의 계시에 대한 비평적 고찰- 꾸란과 하디스를 중심으로”, 「복음과 선교」제11집(2009. 12)
- “기독교와 이슬람의 내세론비교연구”, 「성경과 신학」제54권(2010.5)
- “선교를어떻게 설교할것인가?”, 「그 말씀」통권252호(2010.7)
- “종교다원주의시대 한국복음주의교회선교를위한 종교신학개발”, 「복음과선교」 제14집(2011.5)
- “한국교회성장정체원인분석과대책에관한 연구”, 「개혁논총」제19권(2011.9)
- “복음주의관점에서본 이슬람신학에대한 비평적고찰”, 「한국선교사다문화포럼」제2권 (2012.2)
- “Recovering A Sense of Self-Worth of Women in the Conservative Korean Church”, 「복음과선교」제18집 (2012.6.)
- "복음주의관점에서본 WCC의 타종교입장에대한 비평적고찰”, 「성경과신학」제64권 (2012.10)
- “순진한무슬림(Innocence of Muslims)에 대한 무슬림들의 폭력적저항에대한 고찰”, 「성경과 신학」제66권(2013.4).
- “설교상황화의 필요성에대한고찰”, 「개혁주의선교신학회논문집」2집(2013.11)
- "한국교회와 WCC“, 「일립논총」제18집(2013)
- “종교다원주의상황에서 예수 그리스도의 유일성에대한 선포-포잔3차대회 케이프타운 서약을 중심으로”, 「개혁논총」제31권(2014. 9)
- “한국선교35년에대한 소고”, 「개혁주의선교신학회」 통권9호(2015.5)
- “로잔신학과 로잔정신을 통한 한국교회갱신”, 「개혁주의선교신학회」 통권10호(2015.11)
- “통일 후의 효과적인 북한선교의 전략연구”, 「개혁논총」 제36권(2015. 12)
- “이슬람 신학에서 이싸(Issa. 예수)에 대한 가르침의 개혁주의 선교신학적 비평”, 「한국개혁신학」 제50 권(2016. 5)
- “로잔운동관점으로 본 차별금지법과 동성애: 한국교회 어떻게 대처해야 하는가?”, 「개혁논총」 제40권(2016. 12)
- “신약의 관점에서 본 통전적선교신학의 한계”, 「선교와 문화」 제5권(2017. 9)
- “이슬람과 기독교 신론 비교연구”, 「ACTS 신학저널」 제34권(2017. 12)
- “복음전도의 우선순위를 둔 총체적선교의 필요성에대한 고찰: 로잔운동과 현대복음주의를 중심으로”, 「ACTS 신학저널」 제 38권(2018. 12)
- “하나님의 선교(Missio Dei)와 기독론 중심의 선교-하나님의 선교개념의 위험성을 중심으로”, 「선교와 교회」 제 7권(2019. 9)
- “21세기 복음주의선교가 나아가야 할 방향”, 「복음과 선교」 제 48권(2019, 12)
- “선교적경건으로 긍휼(Compassion)에 대한 성경신학적고찰”, 「신학지남」 제 87권(2020, 12)
- “선교에서 상황화작업의 필요성과 위험성에대한 고찰: 복음주의진영과 WCC진영의 사례를 중심으로” 「복음과 선교」 제 54집(2021. 6)

## 같이 보기
- 한국의 신학자 목록